# L'avenc (pel·lícula)
L'avenc és una pel·lícula australiana de thriller de terror del 2020 dirigida per Andrew Traucki. És una seqüela independent de Black Water (2007). A la pel·lícula, un grup d'amics s'aventuren a les coves ignotes del nord d'Austràlia per explorar el sistema de coves. No obstant això, quan arriba una tempesta tropical i les aigües creixents de les inundacions els atrapen profundament sota la superfície, una cosa encara més letal emergeix de la foscor: un gran cocodril assassí. Es va estrenar el 10 de juliol de 2020. S'ha doblat i subtitulat al català.

## Repartiment
- Jessica McNamee com a Jennifer
- Luke Mitchell com a Eric
- Amali Golden com a Yolanda
- Benjamin Hoetjes com a Víctor
- Anthony J. Sharpe com a Cash